# John Amis
John Preston Amis (17 de junio de 1922 - 1 de agosto de 2013) fue un locutor, crítico de música clásica, administrador de música, y escritor británico. Fue colaborador habitual de The Guardian, la BBC radio y la programación de televisión sobre música.
Nació en Dulwich, Londres, en 1922, su primo fue el novelista Kingsley Amis. Fue educado en Dulwich College, donde comenzó una amistad de por vida con su contemporáneo, Donald Swann. Un ataque grave de mastoiditis cuando niño lo dejó sordo del oído izquierdo. Comenzó su carrera trabajando en un banco durante cinco semanas y media antes de salir a ganarse la vida en la música. Amis tuvo una serie de funciones, incluyendo la venta de discos gramófonos y gestor de orquesta (en un punto de inflexión para las páginas de Dame Myra Hess), antes de convertirse en un crítico de música, inicialmente con The Scotsman en 1946. Fue durante muchos años director de Sir Thomas Beecham.